# Municipio Juchitepec
Koordinaten: 19° 6′ N, 98° 52′ W
Juchitepec ist ein Municipio im mexikanischen Bundesstaat México. Das Municipio hatte beim Zensus 2010 23.497 Einwohner, die Fläche des Municipios beläuft sich auf 141,1 km². Es gehört trotz seiner landwirtschaftlichen Prägung zur Zona Metropolitana del Valle de México, der Metropolregion um Mexiko-Stadt.
Verwaltungssitz und einwohnerstärkster der 23 Orte des Municipios ist Juchitepec de Mariano Rivapalacio, ein zweiter größerer Ort im Municipio ist San Matías Cuijingo.

## Geographie
Juchitepec liegt im Südosten des Bundesstaats México in einer Höhe von 1600 m bis 3000 m.
Das Municipio Juchitepec grenzt an die Municipios Chalco, Temamatla, Tenango del Aire, Ayapango, Amecameca, Ozumba und Tepetlixpa sowie an den Bundesstaat Morelos und an den Bundesdistrikt Mexiko-Stadt.